# Жаркентська міська адміністрація
Жарке́нтська міська адміністрація (каз. Жаркент қаласы әкімдігі, рос. Жаркентская городская администрация) — адміністративна одиниця у складі Панфіловського району Жетисуської області Казахстану. Адміністративний центр — місто Жаркент.
Населення — 52361 особа (2021; 39731 у 2009, 40081 у 1999, 37580 у 1989).
Станом на 1989 рік існували Панфіловська міська рада (місто Панфілов) та Ортинська сільська рада (села Малий Шиган, Пригородне, Суптай, селище Молодіжний). Пізніше село Малий Шиган було передане до складу  Улькеншиганського сліьського округу, село Суптай — до складу Бірліцького сільського округу, село Єльтай (колишнє Пригородне) та селище імені Головацького (колишнє Молодіжний) — до складу Жаркентської міської адміністрації. 2003 року частина території Панфіловської міської адміністрації разом із селом імені Головацького були передані до новоствореного Жаскентського сільського округу. 2009 року села Єльтай та Єнбекші були включені до складу міста Жаркент.

## Склад
До складу округу входять такі населені пункти:
| Населений пункт | Населення, осіб (1989) | Населення, осіб (1999) | Населення, осіб (2009) | Населення, осіб (2021) |
| --------------- | ---------------------- | ---------------------- | ---------------------- | ---------------------- |
| Жаркент, місто  | 31106                  | 32656                  | 33350                  | 52361                  |
| --Єльтай, село  | 6474                   | -                      | 5087                   | -                      |
| --Єнбекші, село | -                      | 7425                   | 1294                   | -                      |